# دوايت ديكنسون
دوايت ديكنسون (بالإنجليزية: Dwight Dickinson)‏ هو دبلوماسي وضابط أمريكي، ولد في 13 ديسمبر 1916 في أنابولس في الولايات المتحدة، وتوفي في 24 سبتمبر 1997 في نيوبورت في الولايات المتحدة بسبب مرض باركنسون.